# اورتا (ترکیه)
اورتا (به ترکی استانبولی: Orta) یک منطقهٔ مسکونی در ترکیه است که در استان چانقری واقع شده‌است.